# Siegfried Ostrowski
Siegfried Ostrowski (ur. 13 kwietnia 1887 w Braniewie, zm. 11 września 1977 w Lucernie w Szwajcarii) – niemiecki lekarz chirurg pochodzenia żydowskiego, praktykujący w Berlinie i w Tel Awivie, profesor honorowy Wolnego Uniwersytetu Berlińskiego.

## Życiorys
Urodził się w Braniewie w Prusach Wschodnich w rodzinie zamożnego żydowskiego kupca Jacoba Samuela Ostrowskiego i jego żony Pauli z domu Salomon.
Po ukończeniu szkoły studiował medycynę w Berlinie. 
24 czerwca 1914 uzyskał stopień doktora na Uniwersytecie Fryderyka Wilhelma (Friedrich-Wilhelms-Universität, współcześnie Uniwersytet Humboldtów) w Berlinie na podstawie dysertacji Beobachtungen an Fällen von Exstirpation des Ganglion Gasseri und der Occipitalnerven. Uzyskał prawo wykonywania zawodu lekarza i robił specjalizację jako chirurg, pracując początkowo jako asystent lekarza w Szpitalu Miejskim w dzielnicy Berlin-Moabit. Później objął stanowisko głównego ordynatora w Szpitalu Miejskim w dzielnicy Berlin-Buch.
Po dojściu do władzy narodowych socjalistów został usunięty ze służby publicznej i odtąd prowadził prywatną praktykę lekarską oraz pracował w Poliklinice Gminy Żydowskiej aż do odebrania mu uprawnień do wykonywania zawodu lekarza w 1938 roku. Wówczas objął stanowisko lekarza chirurga oddziału w Szpitalu Wspólnoty Żydowskiej w Berlinie jako krankenbehandler, tj. opiekun pacjenta (zakaz leczenia aryjskich pacjentów wprowadzono w IV rozporządzeniu wykonawczym do ustawy o obywatelstwie Rzeszy z 25 lipca 1938 r., Żydom nie wolno było odtąd używać tytułu doktora ani udzielać porad lekarskich nieżydowskim pacjentom).
22 sierpnia 1939, czyli tuż przed wybuchem II wojny światowej, zrezygnował ze stanowiska ordynatora oddziału chirurgicznego szpitala żydowskiego i wyjechał do Triestu. Tam on i jego żona wsiedli na statek Galiläa i wyemigrowali do Palestyny, ocalając swoje życie.
W 1940 roku otrzymał w Tel Awiwie pozwolenie na pracę jako chirurg na rzecz kasy chorych „Kupat Cholim”, w której wkrótce objął kierownictwo w dziale chirurgii i którym wydziałem kierował do siedemdziesiątego roku życia. Swoją wiedzę medyczną na temat skutków przemocy fizycznej i związanych z nią epidemicznych infekcji ran, z czym miał osobiste doświadczenia podczas leczenia ofiar nazistowskich, opublikował w 1950 roku w izraelskim czasopiśmie Acta Medica Orientalica pod tytułem „Report of an Epidemic of Hospital-Gangrene”.
Następnie wykładał jako profesor honorowy na Wolnym Uniwersytecie Berlińskim.
W latach 60. opublikował wspomnienia z okresu rządów nazistów w książce „Vom Schicksal jüdischer Ärzte im Dritten Reich. Ein Augenzeugenbericht aus den Jahren 1933–1939” (O losach żydowskich lekarzy w Trzeciej Rzeszy. Relacja świadka z lat 1933–1939).
Siegfried Ostrowski zmarł 11 września 1977 roku, w wieku 90 lat, w Lucernie w Szwajcarii.

## Życie prywatne
4 września 1913 w Berlinie, gdzie odbywał wówczas praktyki lekarskie, zawarł związek małżeński z Margarette Zimmt, córką fabrykanta Abrahama Zimmt i Emmy z d. Engländer.